# منتخب جزر كوك لكرة اليد للناشئين
منتخب جزر كوك لكرة اليد للناشئين هو ممثل جزر كوك الرسمي في المنافسات الدولية في كرة اليد للناشئين
.